# Hoffmannkeller

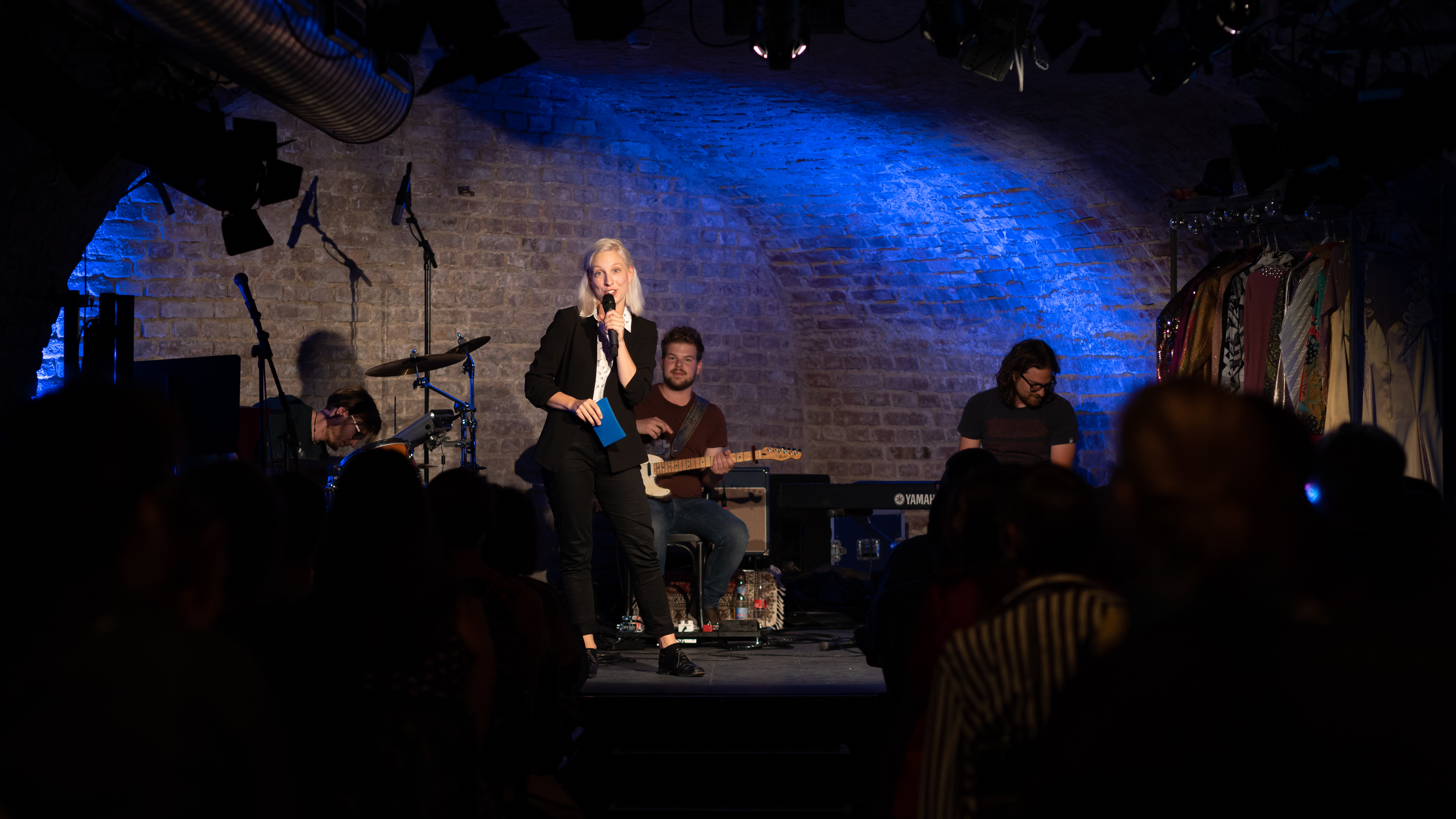
Bühne im Gewölbe

Der hoffmannkeller ist ein Gewölbekeller aus dem 18. Jahrhundert, der vom Theater Augsburg für verschiedene Projekte und Veranstaltungen genutzt wird.

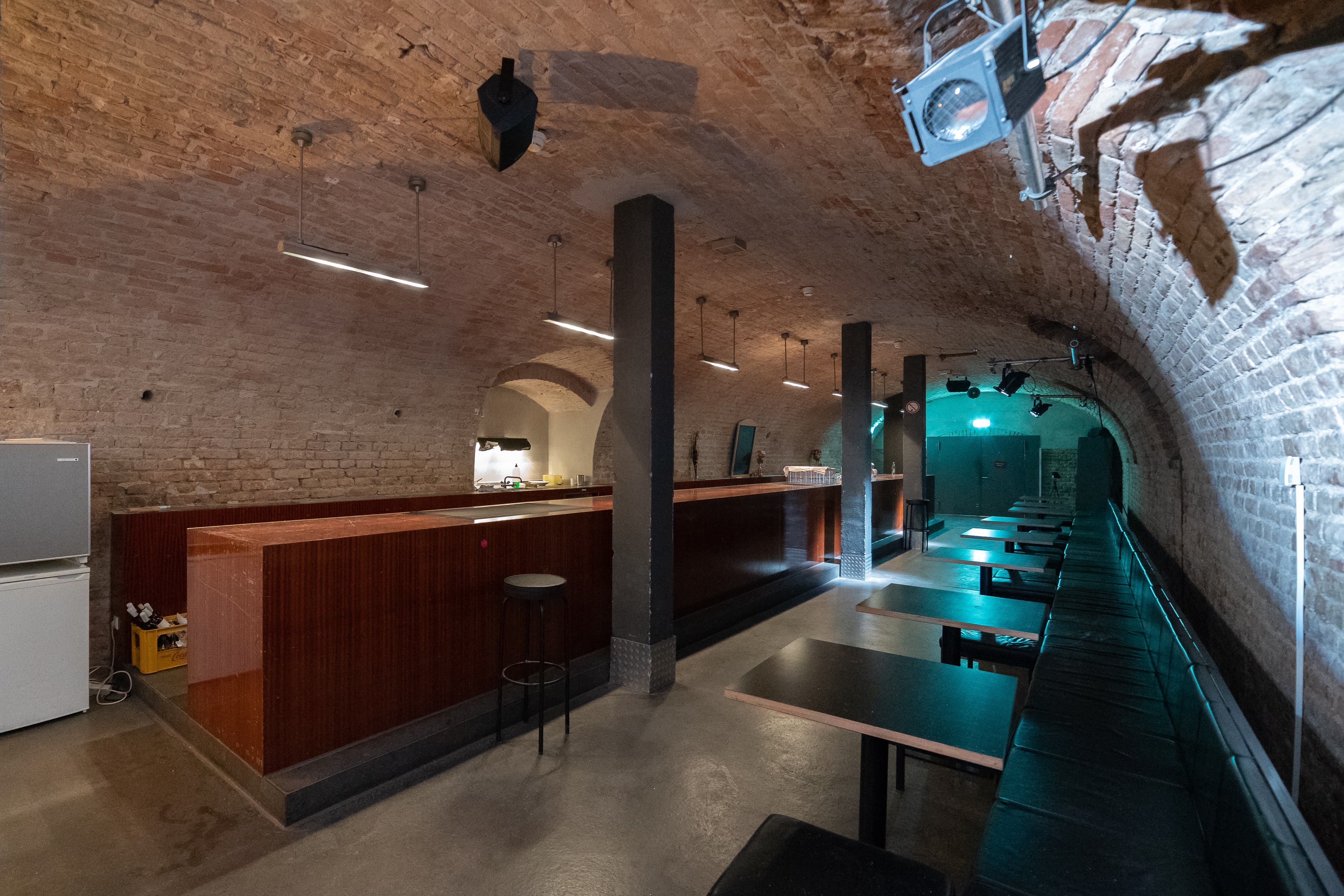
Foyer des Kellers

Er liegt unter dem Intendanzgebäude des Stadttheaters und diente lange Jahre einer Weinhandlung als Fass- und Flaschenlager. Später wurde er vom Theater als Fundus genutzt. Im Jahre 2003 wurde er zur Probe- und Aufführungsbühne für die Jugendtheaterclubs am Theater Augsburg umgebaut. Als erstes wurde Crash Kids (Taken without Consent) von Marcus Romer im April 2003 aufgeführt, nachdem das Stück am 5. April 2003 auf der Schauspiel-Probebühne Premiere hatte.
Mittlerweile wird er regelmäßig als Spielstätte (mit maximal 99 Plätzen) auch für andere Aufführungen genutzt. Im Foyer des Kellers befindet sich die längste Theke Augsburgs – hier fanden regelmäßig Jazz-Sessions statt.
Der Name entstand  durch die Nutzung des Kellers durch die Weinhandlung Hofmann, der aber nach Umwandlung in die Spielstätte – nach E.T.A. Hoffmann – zum Hoffmann-Keller wurde.

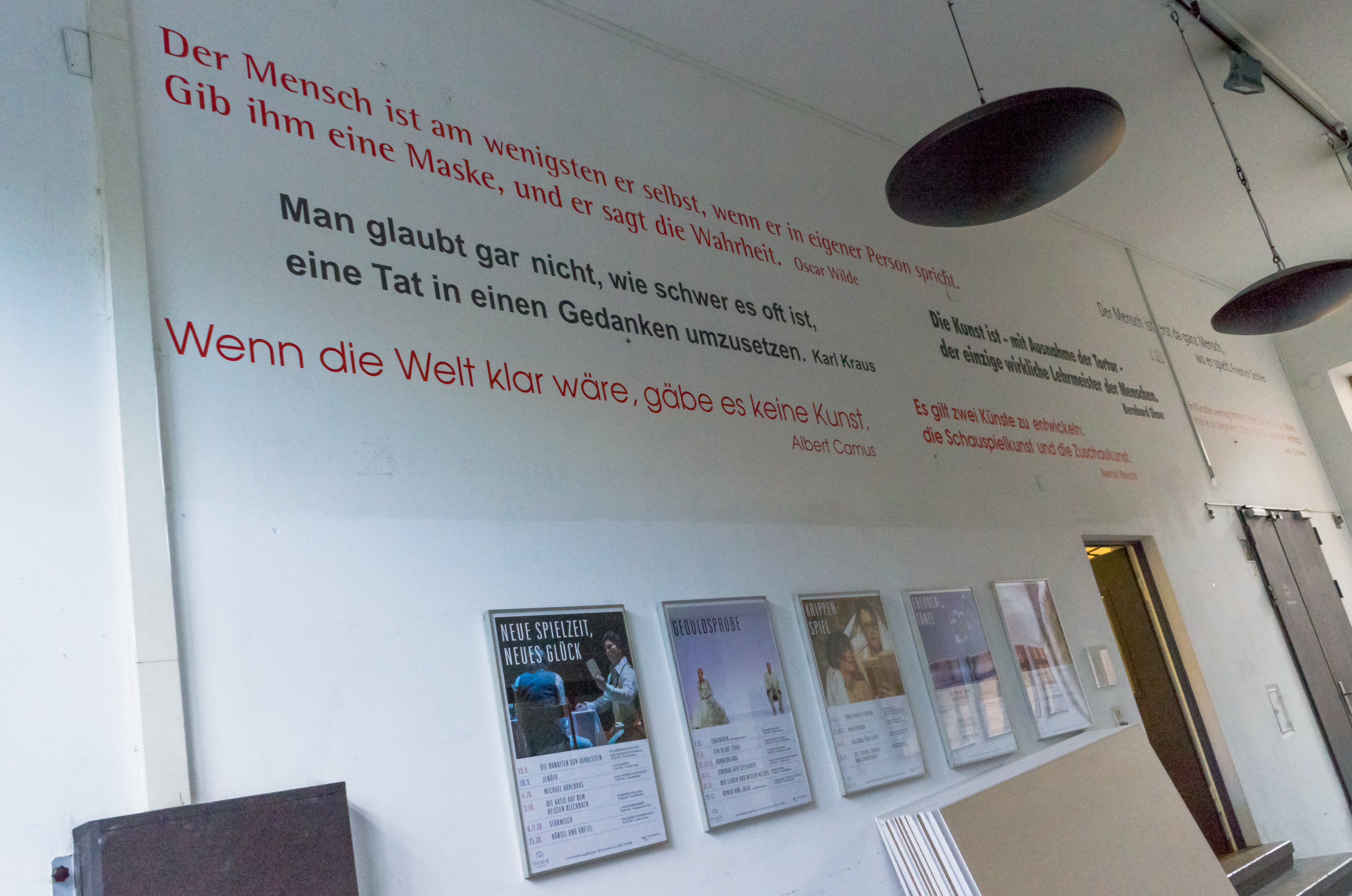
Zitate von Oscar Wilde, Friedrich Schiller, Karl Kraus, Bernhard Shaw, Albert Camus, Bertolt Brecht und Jean Cacteau im Gang hinter der Haupttür